# Kathy Leander
Kathy Leander. echte naam is Catherine Meyer (Alle (kanton Jura), 24 mei 1963) is een Zwitserse zangeres.
Op 13-jarige leeftijd zong ze in een koor. In 1989 verhuisde ze naar Genève om er in nachtclubs te zingen. Ze zong erg goed op het het Country Song Festival in Genève in '91 een jaar later won ze het Europa Song Festival in Bordeaux.
Ze werkte in een bank in Genève toen ze verkozen werd om Zwitserland te vertegenwoordigen op het Eurovisiesongfestival 1996 in Oslo met het lied Mon coeur l'aime. Ze zou een platencontract krijgen als ze in de top 5 eindigde, maar ondanks een goede performance werd ze slechts 16de. Ze keerde terug naar haar gewone job en kreeg enkele maanden later een discussie met haar tekstschrijver en producer waardoor ze haar plannen op een fulltime zangcarrière kon opbergen.
In 2000 nu als Catherine Leander zong ze een duet met Enric Orlandi, Weil ich zu dir gehör. Een jaar later kwam het album Rêves à deux uit, een reeks van romantische duetten met de Franse zanger Alan Ségal. Sinds 2001 is ze een backing vocal bij de rockmuzikant Stef de Genf.
In 2003 werd ze 3de in de talentenjacht Merci, on vous écrira. Het album Je m'ennuie de vous werd in 2006 uitgebracht.